# ستيفان ديورديفيتش
ستيفان ديورديفيتش مواليد 12 مارس 1989 في كروشيفاتس، صربيا والجبل الأسود، هو لاعب كرة سلة صربي. بدأ مسيرته الاحترافية في سنة 2006. يبلغ طوله 6 قدم 9 بوصة (2.1 م).

## المسيرة الاحترافية
لعب مع نادي ميغا لكرة السلة في موسم 2007–2008، ثم لعب مع توريلودونيس من سنة 2010 إلى 2012، ثم لعب مع نادي أركاديكوس لكرة السلة في موسم 2014–2015.

## روابط خارجية
- ستيفان ديورديفيتش على موقع كرة السلة الأوروبية.كوم (الإنجليزية)
- ستيفان ديورديفيتش على موقع ريلجم (الإنجليزية)
- ستيفان ديورديفيتش على موقع بروبوليرز (الإنجليزية)